# Piège de feu (film, 2001)
 (mars 2015).
Si vous disposez d'ouvrages ou d'articles de référence ou si vous connaissez des sites web de qualité traitant du thème abordé ici, merci de compléter l'article en donnant les références utiles à sa vérifiabilité et en les liant à la section « Notes et références ».

Piège de feu (Firetrap) est un film américain réalisé par Harris Done, sorti en 2001.

## Synopsis
Sortant de prison, Max Hopper, as du cambriolage, vole un objet dans une société de haute-technologie. Puis, avec son coéquipier Vincent, il réussit à échapper à la police, au terme d'une course-poursuite. Reconnaissant dans ce cambriolage la signature d'un virtuose, le FBI décide de mettre Max sous surveillance. Or celui-ci se voit proposer un nouveau gros contrat et n'a que trois jours pour le préparer. Dans la soirée, Max va surprendre sa femme, Beth, et lui propose de repartir à zéro avec leur fille Rebecca. Mais échaudée par son absence durant trois ans, elle refuse même son aide financière. Le lendemain, Max dépose une voiture flambant neuve devant chez elle.

## Fiche technique
- Titre original : Firetrap
- Réalisation : Harris Done
- Pays d'origine :  États-Unis
- Genre : Action
- Durée : 97 minutes
- Date de sortie : 2001

## Distribution
- Dean Cain
- Richard Tyson
- Mel Harris